# Staatsarchiv L’Aquila
Das Staatsarchiv L’Aquila (Archivio di Stato dell’Aquila) befindet sich in L’Aquila, der Hauptstadt der Region Abruzzen. Nebenstellen befinden sich in Avezzano und Sulmona. Der heutige Hauptsitz des Staatsarchivs befindet sich in der Industriezone Bazzano, via Galileo Galilei, 2, und damit östlich des Stadtkerns. Die Dépendance in Sulmona befindet sich in der Viale Sant'Antonio, 30, die in Avezzano an der Piazza Torlonia, 36.

## Geschichte
Am 22. Oktober 1812 erging ein erstes Archivgesetz, dann durch das Königreich beider Sizilien ein weiteres am 12. November 1818. Ein Gesetz vom 12. Dezember 1816 bestimmte, dass in jeder Provinz ein eigenes Archiv zu gründen sei. Diese hießen dementsprechend archivi provinciali, was sie vom Grande Archivio del Regno in Neapel unterschied. Ihre Hauptaufgabe bestand in der Aufbewahrung der offiziellen Dokumente, die im Verwaltungsprocedere anfielen. Dies betraf vor allem die Intendenze und die ihnen unterstellten Sottointendenze für Abgabenwesen, Domänen, der Rechtsorgane. Sie erhielten allerdings keine Oberaufsicht über kommunale Archive.
Das Archiv für L’Aquila war für die Provinz Abruzzo Ulteriore Secondo, während für Abruzzo Citeriore das Archiv in Chieti, für die Provinz Abruzzo Ulteriore Primo dasjenige von Teramo verantwortlich war. Eingerichtet wurde es zwar mit dem Dekret vom 22. Oktober 1821, doch nahm es seinen Betrieb erst 1835 auf. Dabei nahm es neben den erwähnten Archivalien bis 1927 auch die von Cittaducale auf, das jedoch danach Teil der Provinz Rieti wurde.
Nach der Einigung Italiens wurden die Lasten der Archive den Provinzen aufgebürdet, doch das Innenministerium verzichtete genauso wenig auf seine Aufsichtsrechte, wie die nationale Archivverwaltung. Dies änderte sich erst 1932. Den Rang eines Staatsarchivs erhielt das Haus erst mit einem Gesetz aus dem Jahr 1963. Sulmona wurde 1960, bzw. 1963 zur Sottosezione, bzw. Sezione des Staatsarchivs. Es befand sich im Konvent S. Nicola. Avezzano wurde erst im Jahr 2000 eingerichtet, wartet allerdings noch auf einen angemessenen Sitz. Seine Bestände lassen sich, wie die aller Archive, seit 1980 im Guida generale degli Archivi di Stato italiani nachvollziehen, wo sich auch eine Bibliographie mit den Hauptwerken zur Entstehung des Archivs aus den Jahren 1872 bis 1940 findet.

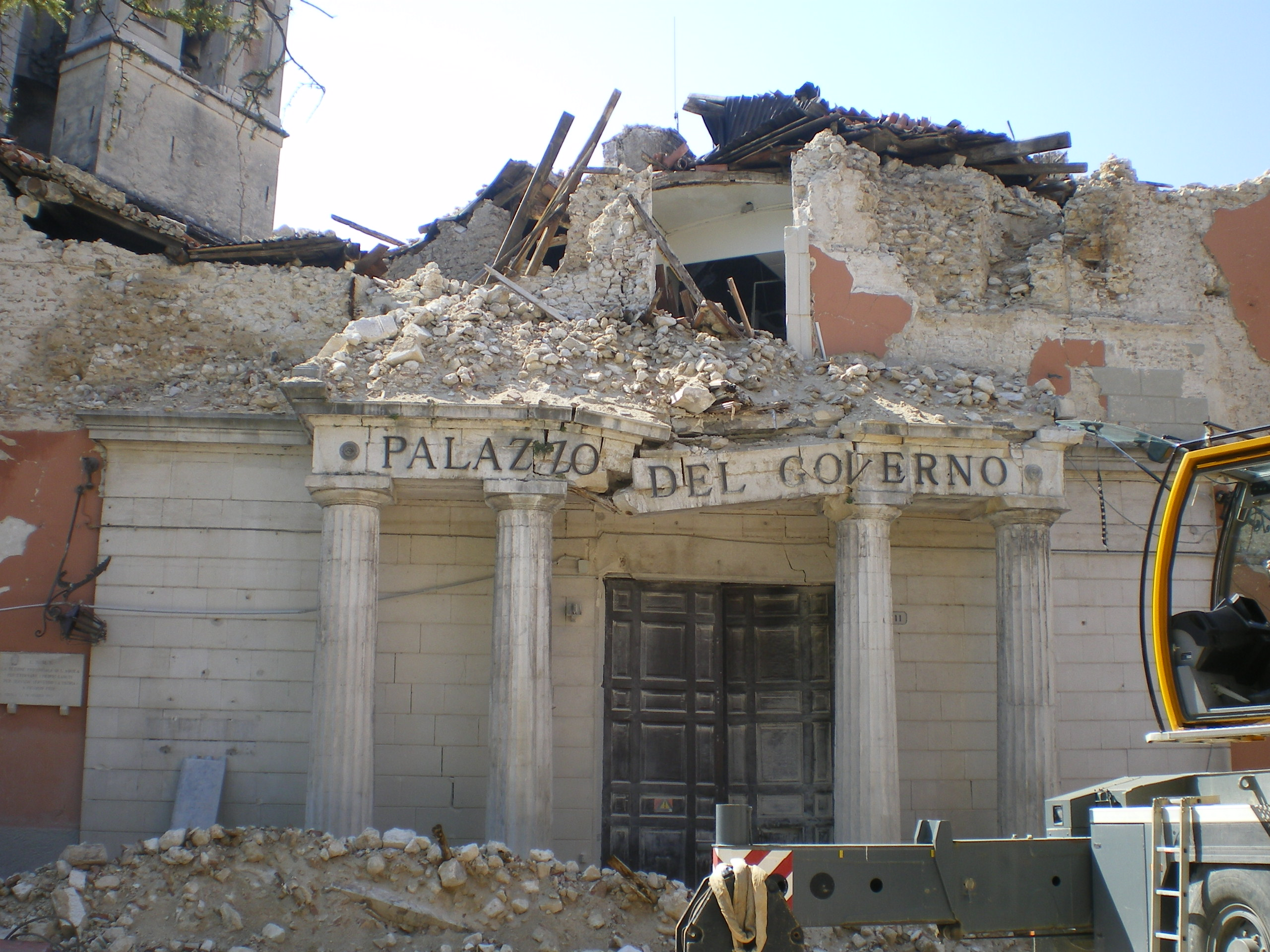
Der 2009 zerstörte Palazzo del Governo

Nach dem Erdbeben von 2009 zog das Archiv in ein Industriegebäude in Bazzano, nachdem es bis dahin im Convento di Sant’Agostino, das unter Napoleon zum Verwaltungssitz umgewidmet worden war, ansässig war.

## Bibliothek
Die Bibliothek umfasst 14.000 Publikationen. Seit 2008 gehört die Bibliothek dem Servizio bibliotecario nazionale Sebina an.